# Jajgató rétisáska
A jajgató rétisáska (Stenobothrus lineatus) a sáskafélék családjába tartozó, Eurázsiában honos sáskafaj.

## Megjelenése
A jajgató rétisáska testhossza a hím esetében 14-19 mm, a nőstény 20-27 mm. Közepesen nagy méretű. Alapszíne zöld, szürke vagy barna; a nőstényeknél ismert vöröses, kékes, lilás színváltozat is. Szárnyai jól fejlettek, a hímnél túlérnek a térden, a nőstény esetében kb. a térdig érnek. A sötét elülső szárnyon a mediális mező széles és szabályosan erezett (létrafokszerű mintázat), a mediális mező végződésénél egy feltűnő fehéres folt (stigma) látható. A nőstény szárnyának alsó szélén gyakran fehér csík húzódik végig. A térd barnásfekete, a lábszár sárgáspiros. A torpajzs oldalélei kissé befelé íveltek és két feltűnő fehér vonal szegélyezi őket, amelyek elöl a fejtetőn is végighúzódnak (a nőstényeknél gyakran a szárnyélekre is kiterjednek). A hím potrohvége gyakran narancsvörös, ez a színezet kiterjedhet a hátsó lábakra és a potroh középső részére.
Hangja közepesen erős, 5-8 méterre hallatszik el. Éneke nagyon jellegzetes, hullámzóan erősödő és halkuló cirpelés, mely 10-25 másodpercig tart. 

### Hasonló fajok
A többi Stenobrothus-faj (rövidszárnyú sztyepprétisáska, eurázsiai sztyepprétisáska, Fischer-rétisáska, sztyeppréti sáska, kis rétisáska) hasonlít hozzá.

## Elterjedése
Eurázsiában honos Spanyolországtól és a Brit-szigetektől egészen Mongóliáig. Skandináviából hiányzik és délen a hegyekbe húzódik. Az Alpokban 3000 méterig megtalálható.  Magyarországon gyakori, elsősorban a domb- és hegyvidékeken elterjedt. 

## Életmódja
Száraz és félszáraz domb- és hegyvidéki kaszálórétek, tisztások, sztyepprétek, sziklagyepek sáskája. Alapvetően növényevő, de az elpusztult rovarokat is megeszi. 
Kifejlett egyedeivel júniustól novemberig találkozhatunk. A nőstény a talajba vagy a fűcsomók tövébe rakja petéit. Az áttelelő petékből április-májusban kelnek ki a lárvák, amelyek közül a hímek négyszer, a nőstények 4-5-ször vedlenek. 

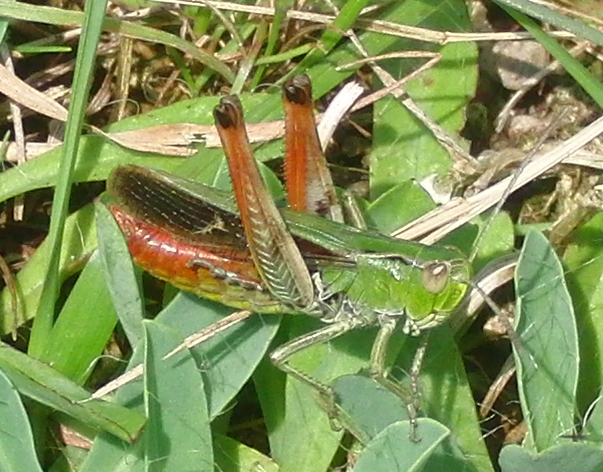
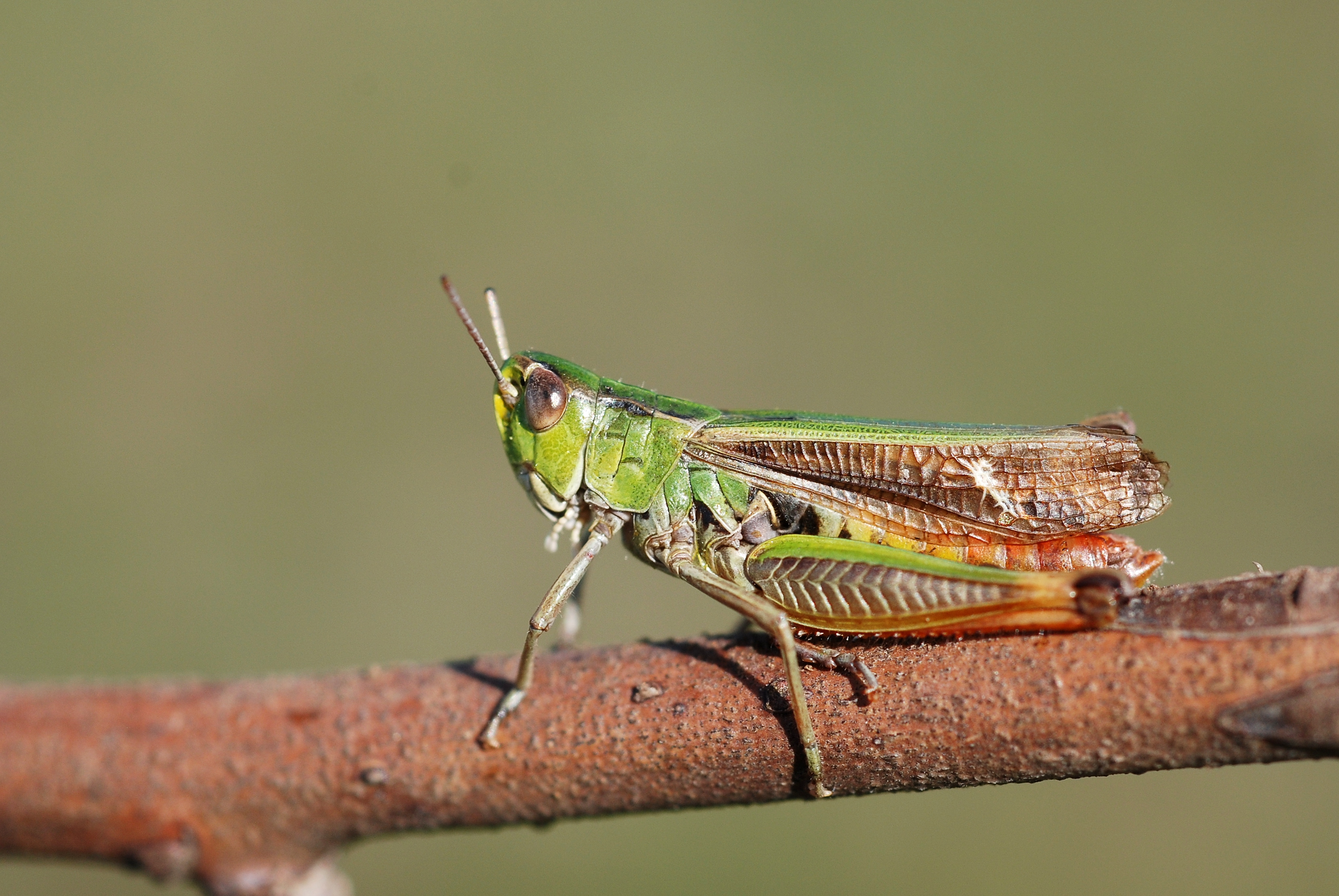
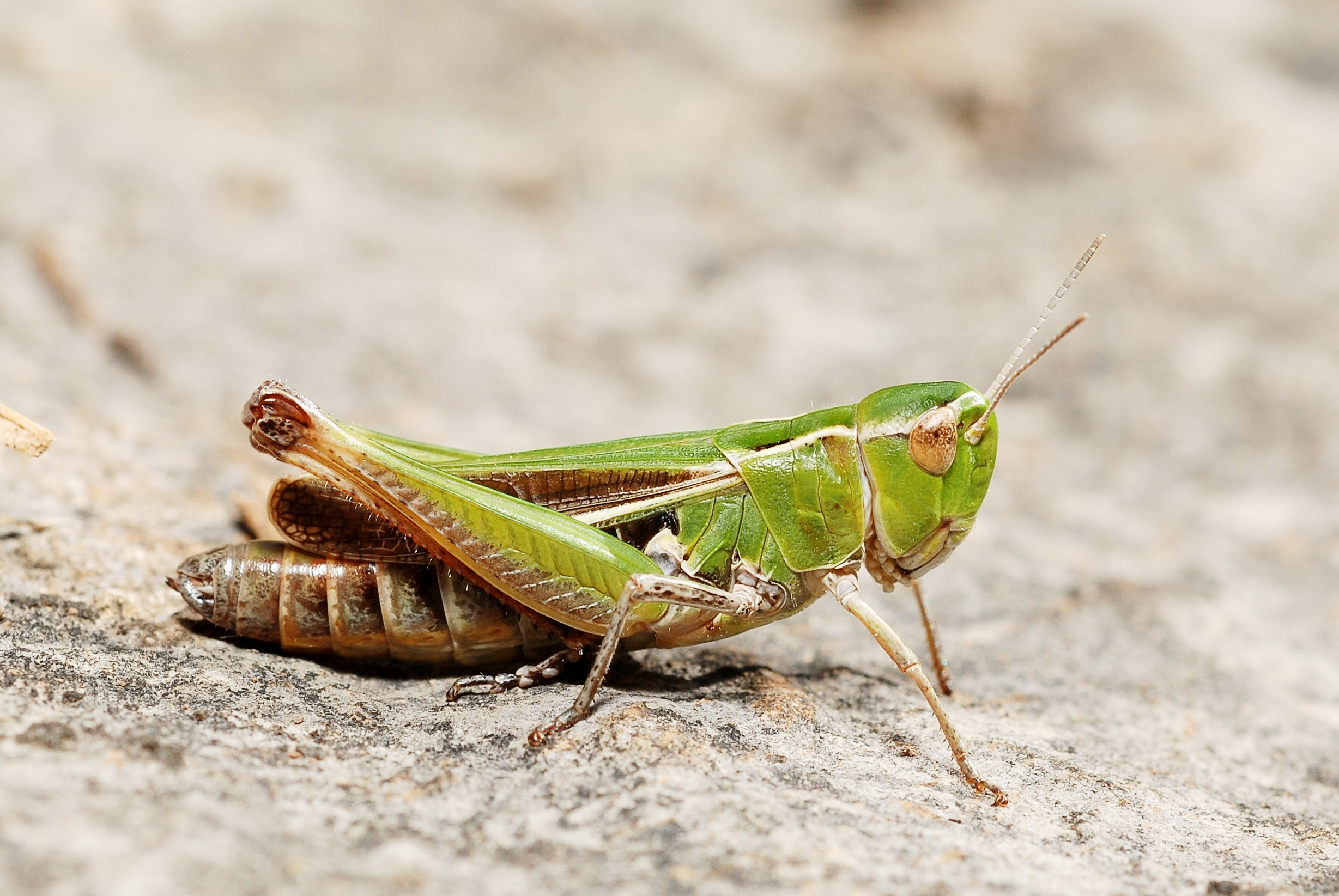
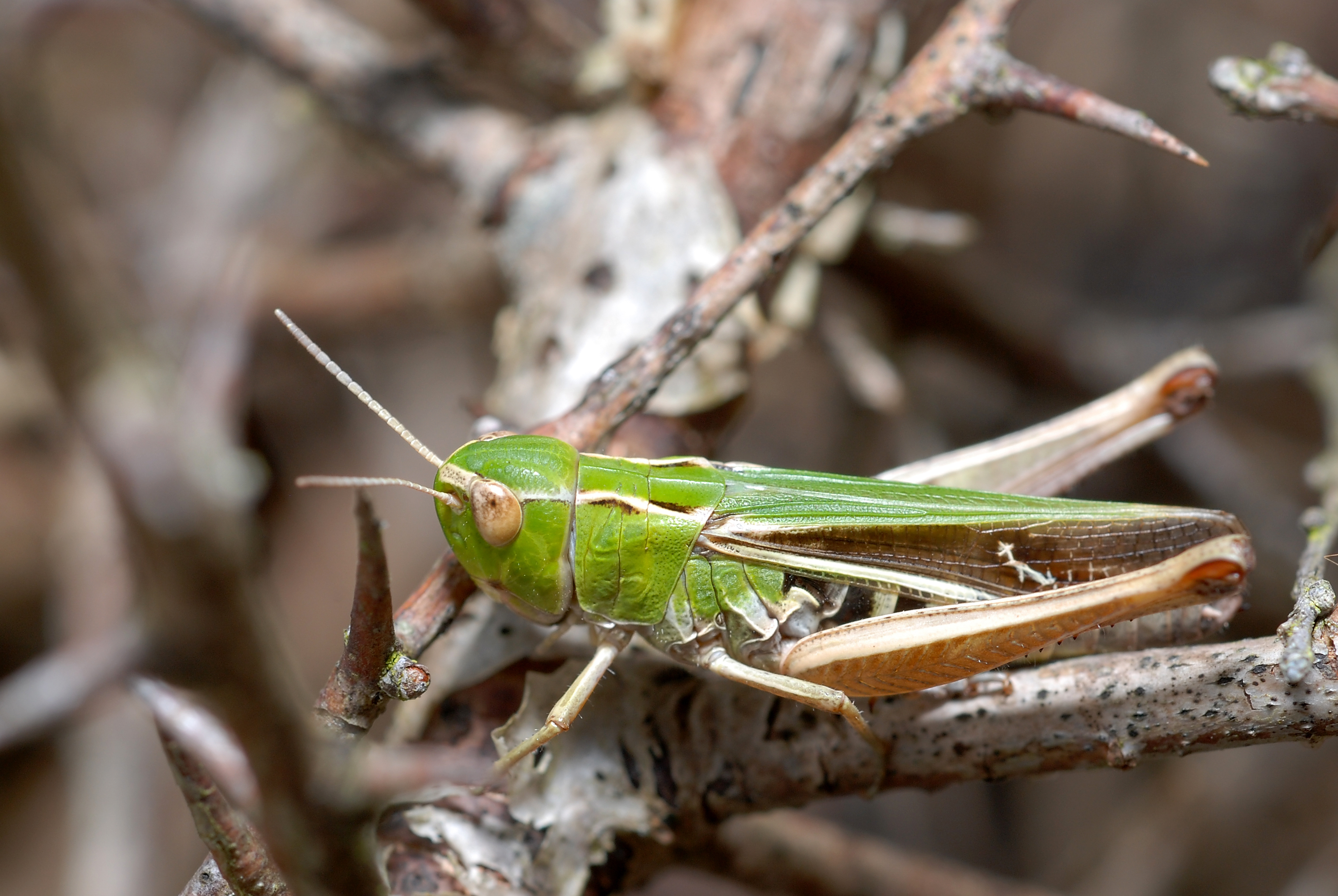
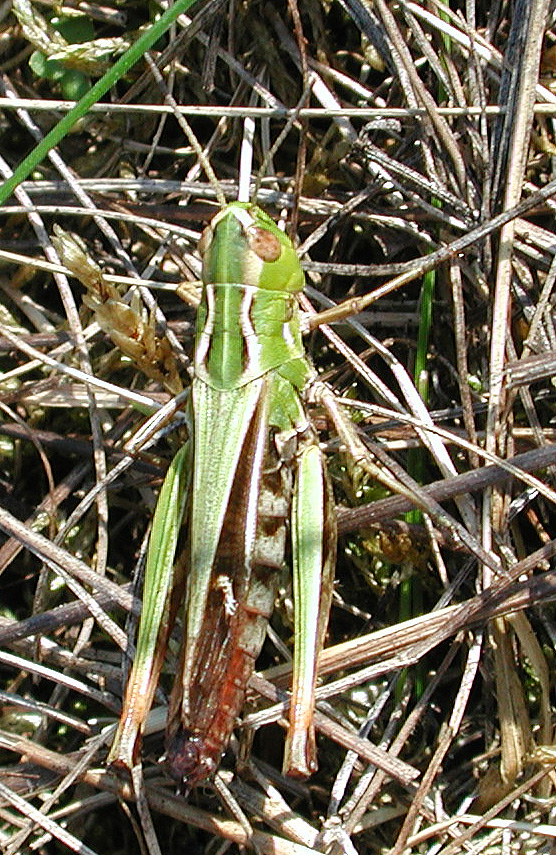

Magyarországon nem védett.